# Sippar
Sippara (Zimbir in Sumerisch, Sippar in Assyro-Babylonisch) was een antieke Babylonische stad op de oostelijke oever van de Eufraat, ten noorden van Babylon. Het was opgedeeld in twee buurten, "Sippar van de Zonnegod" en "Sippar van de godin Ishtar", de laatste werd ontdekt door Hormuzd Rassam in 1881 bij Abu Habba, ca. 20 km ten zuidoosten van Bagdad.
Twee andere Sippars worden genoemd in inscripties, een daarvan is "Sippar van Eden", dat een extra wijk van de stad moet zijn geweest. Er is in het verleden gesuggereerd dat een van deze Sippars Akkad was, de nog steeds niet gelokaliseerde hoofdstad van het Akkadische Rijk, maar deze identificatie is inmiddels ontkracht.
De twee Sippars van de Zonnegod en Anunit worden in het Oude Testament genoemd als Sepharvaim. Een groot aantal spijkerschrift kleitabletten en andere monumenten zijn gevonden in de ruïnes van de tempel van de zonnegod welke E-Babara (E: huis) genoemd werd door de Sumeriërs, Bit-Un (Bit: huis) door de Semieten.

## Opgravingen
Twee heuvels, Tell ed-Dēr en Tell Abu Habba, vormen samen de overblijfselen van de stad Sippar en beide zijn sinds het eind van de 19e eeuw onderworpen aan opgravingen, zowel legale als illegale. Veel tabletten zijn in handen gekomen van het British Museum, deels van de antiekmarkt en deels door Rassam, die echter nergens opschreef waar de tabletten vandaan kwamen.
Tussen 1970 en 1989 onderzocht een Belgische ploeg archeologen uit Gent Tell ed-Dēr. Zij vonden de grootste groep spijkerschirfttabletten in het huis van Ur-Utu de gala-maḫ priester van Annunītum. Ur-Utu en zijn vader Utu-mansum leefden in het latere deel van de Oud-Babylonische tijd, maar hun archief bevat ook materiaal uit het vroegere deel van deze periode.

## Berossus
Volgens de Lijst van koningen van Sumer, behoorde Sippar tot een van de vijf voordiluviaanse steden. Ze werden tijdens de vloed verzwolgen, maar volgens Berossus' zondvloedverhaal overleefde Xisouthros (Ziusudra), de Babylonische Noach, de vloed en werden er tabletten uit Sippar opgegraven. Xisouthros had ze er op last van de wijsheidsgod Enki begraven.